# Locus Solus
Locus Solus (frz.: Locus Solus) ist der zweite Roman des französischen Schriftstellers Raymond Roussel, der Anfang 1914 im Pariser Verlag Alphonse Lemerre erschien. Zuvor war der Text als Fortsetzungsroman in der Literaturzeitschrift Gaulois du Dimanche vorabgedruckt worden.
Dieses Kaleidoskop apokrypher Begebenheiten erinnert in seiner episodischen Struktur an das Dekameron.

## Überblick
Anfang April führt der 44-jährige Junggeselle Meister Martial Canterel eine Gruppe Vertrauter durch seine Besitzung Locus Solus im Pariser Vorort Montmorency. Der Rundgang durch den Park beginnt an einem Donnerstag vor Canterels Villa. An sieben Stationen macht der Gelehrte und Erfinder die Besucher, zu denen der anonyme, mit dem Gastgeber befreundete Ich-Erzähler gehört, mit seinen Schöpfungen und Attraktionen bekannt. Der vermögende Individualist Canterel forscht das ganze Jahr über in seinem Anwesen allein um der wissenschaftlichen Erkenntnis willen.  Robbe-Grillet resümiert nach dem gedanklichen Durchschreiten dieses Raumes: „...wir befinden uns in einer flachen und diskontinuierlichen Welt, in de[m]r jedes Ding nur auf sich selbst verweist.“

## Inhalt
1
Canterel erläutert den Fragern unter den Gästen eine plastische Trilogie – eine symbolhafte Kinderstatue vor drei rechteckigen Hochreliefs. Dieses Abbild eines lächelnden nackten Kindes soll bereits Ibn Batuta in Timbuktu bewundert haben. Canterel gibt zu der Figuration die bretonische Legende vom Kourmelen – König von Kerlagouëzo – und seiner Tochter Prinzessin Hello zum Besten.
2
Als erste von mehreren seiner Erfindungen präsentiert Canterel den Besuchern die Demoiselle, ein Gerät zum Pflastern der Straße. Diese Ramme – ein fliegender Automat – war eigentlich nach genauesten Vorgaben des Erfinders zur Prognose des Wetters bis auf zehn Tage im Voraus konstruiert worden. Auf der Suche nach einer neuen Anwendung für diesen erfolglosen Wetterpropheten war Canterels Blick auf einen Haufen gezogener menschlicher Zähne gefallen. Eine andere der vielen Schöpfungen – dank „ungeheurer Berechnungen“ des Erfinders glücklich vollendet – hatte nämlich etliche herbeieilende Pariser völlig schmerzfrei von arg rumorenden Backenzähnen befreit. Nun pflastert die Demoiselle, dieses fliegende Werkzeug, vor den staunenden Besucheraugen den Locus-Solus-Hof mit einem Mosaik aus ebenjenem Haufen Zähne. Die Flugramme kopiert ein Ölgemälde mit einem ausreichenden Vergrößerungsfaktor. Das dekorative Muster stellt eine Szene aus der Frithiofs saga von Esaias Tegnér dar. Und zwar die Geschichte vom Kriegsknecht Aag und Frau Christel. Aag sollte um anno 1650 im Auftrag seines Herrn, des norwegischen Herzogs Gjörtz, die Schöne – möglichst unbemerkt von deren Gatten Baron Skjelderup – rauben. Das Kommandounternehmen misslingt. Aag wird zur Strafe auf Befehl des erbosten Gatten eingemauert. Christel aber befreit den potenziellen Kidnapper und verzeiht ihm. Aag, vor der Retterin kniend, bereut und dankt.
3
Der Riesendiamant, Canterels nächste Schöpfung am Wege auf dem „friedlichen Rundgang“ durch den Park Locus Solus, erweist sich als simpler Wasserbehälter. Doch so simpel ist die Aquamicans, jenes Wasser im Bassin, doch nicht. Eine „sinnenverwirrende Nixe“ – Faustine heißt sie – tanzt darin. Die „anmutige schlanke junge Frau in fleischfarbenem Trikot“ kann unter der Oberfläche sauerstoffgesättigten Wassers – Roussel spricht von „sehr intensiver Oxydation“ – mühelos atmen. Leicht beherrschbar ist Aquamicans keinesfalls. Nach allzu plötzlicher Oxydation wechselt sie den Aggregatzustand.  Faustine singt beim Tanz über „mindestens drei Oktaven“.
Canterels Ur-Urgroßvater Philibert hat dem Ur-Urenkel Dantons Kopf aus dem schlimmen Jahr 1794 vererbt. Der Nachfahre hat Dantons Tod fast überwunden; die Hirnmaterie elektrisch wiederbelebt, elektrisiert, in eine „lebende Batterie verwandelt“. Zumindest wollen Dantons Lippen in dem oben genannten flüssigen Diamanten Aquamicans „eine Menge Wörter“ bilden. Leider gibt Roussel den Wortlaut nicht preis.
4
Danton ist schon viel zu lange tot. Canterel kühlt in einem riesigen hohen Glaskäfig von 10 mal 40 Metern Grundfläche acht frische Leichen. Deren nächste Angehörige müssen sich warm anziehen, wenn sie die allerletzten mechanischen Bewegungen ihrer teuren Verstorbenen nachgespielt erleben möchten. Die angestrengten Forschungen des Meisters machen es möglich. Da steht erstens der verblichene Dichter Gérard Lauwerys künstlich wieder auf. Seine Frau Clotilde, der gemeinsame Sohn Florent und Gérard waren zu Lebzeiten des Letzteren auf der Durchreise bei Aspromonte von kalabresischen Banditen gekidnappt worden. Clotilde war freigelassen worden, konnte jedoch das immense Lösegeld für ihre beiden Söhne bei weitem nicht aufbringen. Gérard war von den Räubern mit einem Krösus verwechselt worden. Durch eine List war dem Vater die Befreiung des Sohnes geglückt.
Die Geschichten zu dem zweiten bis siebenten Präparat folgen sogleich und schließlich hat achtens die Erfindung Canterels einen Nutzen. Der wiederbelebte Leichnam des jungen Selbstmörders Charles Cortier führt durch oben genannte letzte mechanische Bewegungen den forschenden Canterel zu einem Schriftstück, das das Geständnis von Charles’ Vater Jules enthält. Der alte Herr gesteht auf dem Papier einen Lustmord. Ein versehentlich lebenslänglich Verurteilter wird daraufhin unverzüglich rehabilitiert.
5
Während bisher lediglich erklärt beziehungsweise vorgeführt wurde, kommt nun endlich so etwas wie Handlung auf. Malvina, eine Sängerin aus der geführten Besuchergruppe, hilft Lucius Egroizard, einem geisteskranken Patienten Canterels, seine schwere psychische Störung durch Gesang zu überwinden.
6, 7
Die Wahrsagerin Félicité und der Wahrsager Noël treten vor Canterel und seinen Gästen auf. Alchimie und Astrologie werden noch ernst genommen. Ein Felsen wird gesprengt. Ein „großartiges Metall“ wird verwandelt. Der Tänzerin Faustine wird ein Horoskop gestellt.
Der Ich-Erzähler schließt: „Dann verkündete Canterel, daß uns nun alle Geheimnisse seines Parks bekannt seien, und schlug den Rückweg zur Villa ein, wo uns bald ein heiteres Mahl vereinte.“

## Selbstzeugnis
Der Text „Wie ich einige meiner Bücher geschrieben habe“ wurde auf Weisung Roussels nach seinem Tode veröffentlicht. Gegen Ende des Bekenntnisses schreibt er: „...komme ich auf das schmerzliche Gefühl zurück, das ich stets empfunden habe, wenn ich sah, daß meine Werke auf ein fast allgemeines feindseliges Unverständnis stießen.“ Michel Foucault, in Schwelle und Schlüssel bei Roussel auf Sinnsuche, relativiert, „Wie ich einige meiner Bücher geschrieben habe“ könnte lediglich „eine Teilwahrheit“ enthalten. Man müsse „weiter und in tieferen Gängen“ suchen.

## Rezeption
Dissertation Volmer anno 1995:
Roussel, mit diesem Roman „auf der Suche nach neuen Formen“, kann nicht ohne Weiteres den Vorläufern des Nouveau roman zugerechnet werden. Während Robbe-Grillet von der Ebenenstruktur ernüchtert ist, entdeckt Michel Butor „sinnhafte Strukturen“.
Die Sprache macht einen heterogen-montierten Eindruck, ist polysem angelegt und verwendet Wortspiele, deren Resultate vom Erzähler unbekümmert in variierter Bedeutung verwendet werden. Aus Fräulein (Demoiselle) wird zum Beispiel eine Flugramme. Bedeutung lässt sich nach Roussel nicht festschreiben, sondern strebt nach Variabilität. Zum Beispiel die letzten beiden Romankapitel sind Gedankenakrobatik bei der Behandlung der Wahrsagerei. Zudem fällt die Vorliebe des Erzählers für das seltenere Wort auf – zum Beispiel Parallelepiped.
Der Leser muss sich an die Doppelstruktur der Kapitel gewöhnen. Der ermüdend trocken-minutiösen Beschreibung – zumeist einer im letzten Detail undurchschaubaren Maschine – folgen quasi als Erklärung ein oder mehrere Geschichten aus längst vergangener Zeit.
Die sieben Präsentationen auf dem Rundgang durch den Park rufen die sieben Weltwunder ins Gedächtnis. Der Vorname Martial des Meisters erinnert an den römischen Dichter. Neben der Sieben dominiert im Roman die Vier. Der Handlungsmonat ist der vierte des Jahres und Canterel ist 44 Jahre alt. Die Vier ist eine mantische Zahl: Es gibt vier Himmelsrichtungen, vier Jahreszeiten und für den Alchemiker existieren vier Elemente. Mit dem Titel Locus Solus kündige Roussel Grotesk-Absurdes an. Während Solis Lacus – ein Mars-Topos – weiter hergeholt erscheine, sei Logicus Solus als Romantitel-Erklärungsversuch zu favorisieren. Denn Canterels raffinierte Maschinerie sei zwar Erfindung aus Worten, baue aber zuvörderst auf logischen Zusammenhängen.
Weiterführende Literatur findet sich zum Beispiel bei Saint-Réal (17. Februar 1922), François Mauriac (23. Dezember 1922), Pierre Bazantay und Patrick Besnier (1983 und Amsterdam 1993), Ghislain Bourque (Paris 1976), John Ashbery (1964), Walter Helmut Fritz (Frankfurter Hefte 23 (1968), S. 513–514), Eberhard Horst (Geh ein Wort weiter. Aufsätze zur Literatur. Düsseldorf 1983, S. 162–167), Michèle Noailly (Oktober 1988), Marcel Spada (1970) und Thomas Sylvestre (1983).

## Adaption
Pierre Frondaie (1884–1948) hat ein Theaterstück geschrieben, dessen Text 1972 in Paris publiziert wurde. Die Aufführung sei dann zwar skandalös gewesen, habe Roussel aber die Bewunderung einiger Surrealisten eingebracht. Einer der Bewunderer habe den Autor einen Dadaisten genannt. Roussel habe nicht gewusst, was das ist.

## Deutschsprachige Literatur

### Ausgaben
- Raymond Roussel: Locus Solus. Aus dem Französischen von Cajetan Freund. Mit einem Vorwort von Olivier de Magny. Hermann Luchterhand, Neuwied 1968. 468 Seiten, ohne ISBN (Original: Jean-Jacques Pauvert, Editeur, Paris 1965).[A 3]
- Raymond Roussel: Locus Solus. Aus dem Französischen von Cajetan Freund. Mit einem Vorwort von Olivier de Magny Suhrkamp (st 559), Frankfurt am Main 1977 (1. Aufl.), 1983 (2. Aufl.) und 1989 (5. Tsd.), ISBN 3-518-01559-1.
- Raymond Roussel: Locus Solus. In der Druckfassung von 1914 und ergänzt durch Episoden aus der erstmals veröffentlichten Urfassung. Von Stefan Zweifel entziffert, kommentiert und aus dem Französischen übertragen[A 4]. Die andere Bibliothek, Berlin 2012. ISBN 978-3-8477-0329-7

### Sekundärliteratur
- Hanns Grössel (Hrsg.): Raymond Roussel. Eine Dokumentation. edition text+kritik, München 1977. ISBN 3-921402-35-2
- Helga Finter: Der subjektive Raum. Bd.1. Die Theaterutopien Stéphane Mallarmés, Alfred Jarrys und Raymond Roussels. Sprachräume des Imaginären. Habilitation 2. Juli 1986 Universität Mannheim. Gunter Narr Verlag, Tübingen 1990. ISBN 3-8233-4100-6
- Astrid Volmer: Ästhetische Reflexionen in Raymond Roussels Romanen Impressions d'Afrique und Locus Solus. In Abhandlungen zur Sprache und Literatur. Bd. 84 (Richard Baum (Hrsg.), Frank-Rutger Hausmann (Hrsg.), Jürgen Grimm (Mitwirkung)). Diss. 1995 Westfälische Wilhelms-Universität. Romanistischer Verlag, Bonn 1995. ISBN 3-86143-038-X